# Formiguer de dors rovellat
El formiguer de dors rovellat (Myrmoderus ferrugineus) és una espècie d'ocell de la família dels tamnofílids (Thamnophilidae).
Habita el sotabosc de la selva pluvial de les terres baixes fins als 500 m a Guaiana i Brasil amazònic.